# Takamasa Sugiyama
Takamasa Sugiyama (杉山 天真 Sugiyama Takamasa?), född 26 juni 1998 i Nara prefektur, är en japansk fotbollsspelare.
Sugiyama började sin karriär 2016 i Gamba Osaka.